# Kraj rzeki Powder

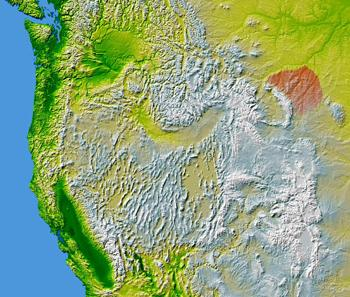
Kraj rzeki Powder (na czerwono)

Kraj rzeki Powder to teren leżący na obszarze Wielkich Równin w północno-wschodniej części stanu Wyoming w USA. Obszar ten zamyka się między górami Bighorn i Black Hills, na terenie dorzecza trzech rzek: Powder, Tongue, oraz Little Bighorn.
W drugiej połowie lat sześćdziesiątych XIX wieku teren ten był areną starć armii amerykańskiej z Indianami z plemienia Dakotów (wojna Czerwonej Chmury). Zwycięstwo Indian w tej wojnie spowodowało utrzymanie przez nich kontroli nad tym obszarem przez kolejną dekadę.
Kiedy kontrolę przejęły Stany Zjednoczone, w latach siedemdziesiątych XIX wieku, po zakończeniu wojny o Góry Czarne, tereny te zostały udostępnione białym osadnikom. Był to jeden z ostatnich obszarów przeznaczonych pod osadnictwo amerykańskie. W 1892 roku tereny te znowu stały się sceną walk, tym razem między właścicielami ziemskimi i europejskimi imigrantami. Konflikt ten nazwano wojną hrabstwa Johnson. Zobrazowano go w filmie z roku 1980 – Wrota niebios.
Na początku XX wieku odkryto tu złoża ropy naftowej, co doprowadziło do rozwinięcia się przemysłu wydobycia ropy na tym terenie.